# Siegenburg

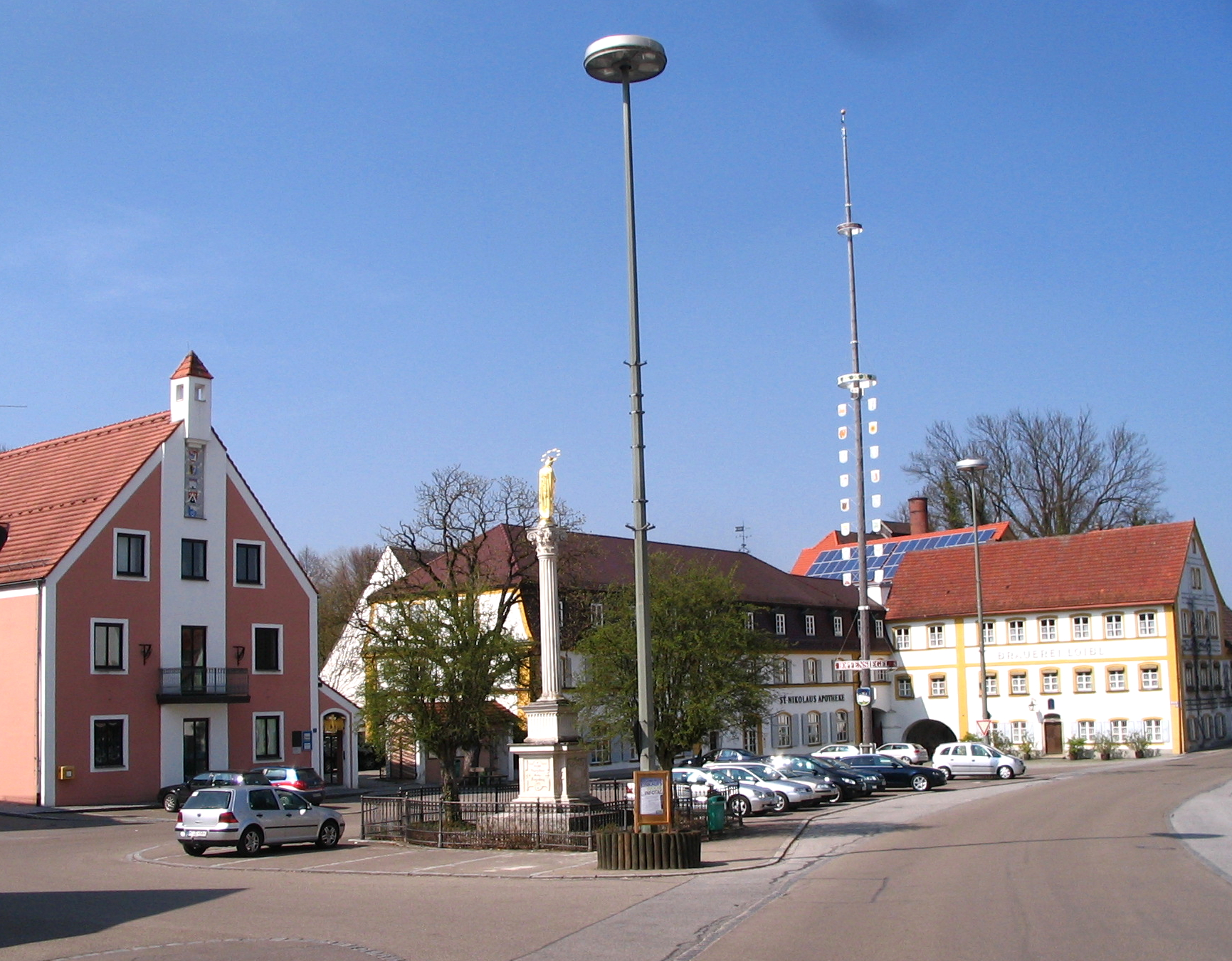
Siegenburg

Siegenburg este o comună-târg din districtul Kelheim, regiunea administrativă Bavaria Inferioară, landul Bavaria, Germania.
Se află la o altitudine de 392 m deasupra nivelului mării. Are o suprafață de 25,63 km² și 27,84 km². Populația este de 3.962 locuitori, determinată în 30 septembrie 2019, prin actualizare statistică[*].